# Пластиковая Малышка
«Пластиковая малышка» (яп. プラスチックリトル Пурасутикку Ритору) — OVA-серия, автором которой является Сатоси Урусихара. Была впервые выпущена 21 марта 1994 года в Японии. Распространялась также на территории США, Франции, Каталонии, Италии, Германии и Тайваня. Большинство сцен аниме составляет фансервис, по этой причине компания ADV Films зарегистрировала торговую марку «Jiggle Counter», которая выпускалась на обложке DVD-издания Plastic Little и Burn-Up Excess.

## Сюжет
Действие происходит в далёком будущем на колонизированной планете Иетта. Планета населена гигантскими экзотическими животными, которых отлавливают команды охотников, продавая за большие деньги в другие человеческие колонии. В одной из таких команд состоит главная героиня по имени Титанива, или просто Тита, однажды она натыкается на таинственную девушку по имени Элисс, за которой гонятся военные. Отец Элисс принимал участие в разработке сверхоружия массового поражения, однако сам попытался уничтожить оружие, прежде чем был сам убит. С помощью оружия военные хотят развязать войну, чтобы добиться независимости планеты, однако это будет стоить жизни тысячам, если не миллионам. Теперь единственный ключ к активации оружия — Элисс. Её подбирает Тита и решает защитить от военных. Тита и Элисс решаются на смелый поступок: проникнуть на базу военных и уничтожить оружие…

## Список персонажей
Титанива (Тита) Мю Косигая
Главная героиня истории, охотница на экзотических животных. Весёлая и всегда жизнерадостная. Любит океан. Незадолго до событий её отец пожертвовал собой, чтобы спасти экипаж, после чего его тело искали целый год, но безрезультатно. Однако Тита всё ещё верит, что её отец жив. Быстро проникается доверием к Элисс и решает помочь ей.
Сэйю: Юрико Футидзаки
Элисс Альдо Мордиш
Дочь ныне покойного учёного, который принимал участие над созданием сверхоружия массового поражения, который осознал, каковы могут быть последствия после применения, и попытался уничтожить оружие. Гены Элисс являются ключом к расшифровке кода активации оружия, поэтому военные устроили охоту на неё. Девушку спасает и временно укрывает Тита. Сама Элисс никогда не имела подружек.
Сэйю: Хэкиру Сиина
Джошуа Л. Бальбоа
Состоял в армии и был командиром под именем Энди Фёрлонг. Ныне охотник, и решает помочь Тите и Элисс.
Сэйю: Норио Вакамото
Мэй Лин Джонс
Медик команды охотников.
Сэйю: Кэйко Ёкодзава
Михаил Дягилёв
Шеф команды охотников, хорошо знал отца Титы, и утверждает, что она на него похожа. Рационален, был против идеи проникнуть на базу.
Сэйю: Тикао Оцука
Николь Хокинг
Молодой охотник, влюблён в Титу. Вместе с Роджером может подглядывать за голой Титой. При виде её груди у Николя начинается носовое кровотечение.
Сэйю: Каппэй Ямагути
Роджер Роджерс
Молодой охотник, афроамериканец, наряду с Николем любит подглядывать за голой Титой.
Сэйю: Рюсэй Накао